# Kopet-dag
Kopet-dag (z tur.: „wielogórze”; pers.: کپه‌داغ, Koppe Dagh; turkm.: Köpetdag) – góry w Turkmenistanie i Iranie, północne odgałęzienie Gór Turkmeńsko-Chorasańskich. Rozciągają się z południowego wschodu na północny zachód na długości ok. 650 km. Najwyższy szczyt gór wznosi się na wysokość 3117 m n.p.m.
Góry zostały wypiętrzone w orogenezie alpejskiej i zbudowane są z paleozoicznych i mezozoicznych skał osadowych, głównie z wapieni, margli, zlepieńców, piaskowców i glin kredowych. Składają się z szeregu równoległych pasm bogato urzeźbionych przez zjawiska krasowe. Cechują się dużą aktywnością sejsmiczną; występują silne trzęsienia ziemi.
Północno-wschodnie stoki gór stanowią wyrównaną, prawie prostolinijną krawędź, która stromo opada do Niziny Turańskiej, stoki południowo-zachodnie przechodzą zaś łagodnie w Wyżynę Irańską i Góry Chorasańskie. Do wysokości ok. 1000 m n.p.m. występuje roślinność pustynna i półpustynna, która wyżej przechodzi w stepy ostnicowe. Powyżej 2200 m n.p.m. dominują górskie kserofity. W dolinach rzecznych i wąwozach rosną gaje orzecha włoskiego i fistaszkowe, czasem jabłoniowe i klonowe, a także – platany, migdałowce, figowce i dzika winorośl.
U podnóża Kopet-dagu leży miasto Aszchabad, stolica Turkmenistanu.